# Battos II.
Battos II. (altgriechisch Βάττος ὁ Εὐδαίμων Báttos ho Eudaímōn) war etwa 583–565/60 v. Chr. als Nachfolger seines Vaters Arkesilaos I. König von Kyrene. 
Battos, der den Beinamen „der Glückliche“ trug, erließ um 580 einen Aufruf zur Besiedlung Kyrenes durch die Griechen, dem besonders Peloponnesier folgten. 
Unterstützt wurde Battos dabei von einem Spruch des Orakels von Delphi, welcher lautete:
Wer zu spät nach dem vielgepriesenen Libyen hinkommt,

Wenn die Felder verteilt sind, der wird es bitter bereuen.
Dadurch kam es zum Konflikt mit Libyern und Ägypten. Battos’ Sieg über Ägypten führte 570 v. Chr. zur Entthronung von Apries durch Amasis.  und hatte einen großen Aufschwung Kyrenes zur Folge. Vermutlich gerieten die aufständischen Libyer mit diesem Ereignis unter die direkte Herrschaft des Königs von Kyrene.